# STS-38
STS-38 — космический полёт MTKK «Атлантис» по программе «Спейс Шаттл» (37-й полёт программы и 7-й полёт Атлантиса), совершённый по заказу Министерства обороны США. В ходе 7-го полёта шаттла для МО США на орбиту был доставлен спутник радиоэлектронной разведки (ELINT) «USA-67».

## Экипаж
- (НАСА): Ричард Кови (3)[4] — командир;
- (НАСА): Фрэнк Калбертсон (1) — пилот;
- (НАСА): Роберт Спрингер (2) — специалист полёта-1;
- (НАСА): Карл Мид (1) — специалист полёта-2;
- (НАСА): Чарлз Гемар (1) — специалист полёта-3.

## Параметры полёта
- Грузоподъёмность — около 21 000 кг (ELINT — 3 000 кг);
- Наклонение орбиты — 28,4°;
- Период обращения — 89,79 мин;
- Перигей — 260 км;
- Апогей — 269 км.

## Эмблема
На эмблеме миссии STS-38 изображены два корабля «Спейс Шаттл», символизирующие единство всех американцев, работающих во благо и развитие программы. «Верхний» корабль с пламенем работающей системы орбитального маневрирования символизирует динамичную природу программы «Спейс Шаттл», а «нижний» (выполненный в виде двуцветного зеркального отражения «верхнего») — символизирует множество «незнаменитых и незаметных» работников, находящихся «в тени» и так же вносящих неоценимый вклад в программу.